# Оркестр клуба одиноких сердец сержанта Пеппера (фильм)
«Оркестр клуба одиноких сердец сержанта Пеппера» (англ. Sgt. Pepper’s Lonely Hearts Club Band) — музыкальный фильм режиссёра Майкла Шульца, созданный по отдаленным мотивам бродвейского шоу Sgt. Pepper's Lonely Hearts Club Band on the Road и одноимённого альбома группы The Beatles. В фильме звучат композиции из других альбомов группы, в частности, Abbey Road. Картина вышла в прокат в 1978 году.
Сказочный сюжет повествует о приключениях самодеятельного оркестра Sgt. Pepper’s Lonely Hearts Club Band и его борьбе с силами зла, в лице продюсера музыкального лейбла B.D. и его приспешников. Картина провалилась в прокате и получила крайне негативные отзывы критиков.

## Сюжет
Действие картины происходит в вымышленном американском городе Heartland. Повествование ведётся от лица мэра города мистера Кайта. Задолго до событий картины в городе играл местный самодеятельный оркестр Sgt. Pepper's Lonely Hearts Club Band. В 1958 году скончался последний исполнитель оркестра и завещал своему внуку Билли Ширсу продолжить своё дело, а также волшебные музыкальные инструменты: корнет, трубу, тубу и барабан. Билли решает собрать группу, пригласив в неё своих лучших друзей братьев Хендерсонов (группа Bee Gees). Менеджером группы становится алчный брат Билли — Дуги.
Первые же выступления нового оркестра проходят с большим успехом и музыканты получают от директора лейбла B.D. приглашение в Голливуд на запись их дебютного диска. Ребята улетают на воздушном шаре и их провожает в дорогу девушка Билли Земляника (Strawberry Field). В Голливуде музыканты сразу сталкиваются со всеми соблазнами мира больших денег: наркотиками, алкоголем и доступными женщинами. Билли совращает обольстительница Люси и он забывает свою любимую.
Пока оркестранты в отъезде, в Heartland прибывает злодей мистер Мастард на своём автобусе с компьютером, передающем приказы от враждебной организации FVB и крадет инструменты. Без волшебства веселый город приходит в упадок, становится обителью зла и насилия. Земляника отправляется в Голливуд, находит музыкантов и останавливает сессию звукозаписи, рассказав о беде. Вместе они возвращаются в город и начинают поиски инструментов.
Музыканты отнимают автобус Мастарда и спасают инструменты. Музыканты решают дать большой концерт с участием цирка, чтобы заработать денег для города, пострадавшего от тирании Мастарда. Помощники Мастарда пытаются украсть деньги и угоняют автобус с деньгами и Земляникой. Преследуя преступников на воздушном шаре, музыканты добираются до штаб квартиры организации FVB, оказавшейся Future Villain Band (группа Aerosmith). Музыканты Sgt Pepper в решающей схватке пытаются спасти девушку, но она погибает. В городе проходит торжественная похоронная церемония. Девушку хоронят в стеклянном гробу. После церемонии опечаленный Билли Ширс уходит из города и в конце длинной извилистой дороги попадает в старинный дом с афишами на стенах. Он выходит на крышу и находит там золотой флюгер, изображающий сержанта Пеппера. Когда Ширс собирается прыгнуть с крыши вниз, флюгер оживает, превращаясь в Сержанта Пеппера (Билли Престон). Злодеи оказываются повержены, Земляника воскресает и соединяется с Билли. В счастливом финале все герою поют главную композицию картины.

## В ролях
- Питер Фрэмптон — Билли Ширс
- Барри Гибб — Марк Хендерсон
- Робин Гибб — Дэйв Хендерсон
- Морис Гибб — Боб Хендерсон
- Дональд Плезенс — директор B.D. / Б.Д. Хоффлер
- Aerosmith — Future Villain Band (FVB)
- Элис Купер — отец Солнце
- Джордж Бёрнс — мистер Кайт
- Билли Престон — сержант Пеппер
- Стив Мартин — доктор Максвелл
- Сэнди Фарина — Земляника
- Фрэнки Ховард — мистер Мастард
- Пол Николас — Дуги Ширс
- Дайан Стейнберг — Люси
- Карел Стрёйкен — Брут
- Earth, Wind & Fire — камео
- Хэнк Уорден — старый участник Оркестра клуба одиноких сердец

## Создание
Появление таких картин как «Лихорадка субботнего вечера» и «Бриолин», имевших большой кассовый успех, знаменовало приход новой волны музыкальных фильмов в конце 1970-х. Будучи на гребне успеха, продюсер Стигвуд решил взяться за адаптацию шоу на Бродвее поставленного в 1974 году по мотивам концептуального альбома Beatles «Sgt. Pepper's Lonely Hearts Club Band». Для постановки полнометражного фильма он приобрел права на 29 композиций группы The Beatles. В конце 1970-х популярной стала идея экранизации концептуальных альбомов. Вышли картины «Томми», «Квадрофения», «Стена».
В своём обычном стиле Стигвуд экспромтом собрал команду из тех, кто мог и не иметь большого опыта в жанре музыкального фильма. Для режиссёра Майкла Шульца это был дебют в данном жанре, для сценариста Генри Эдварда вообще первая работа в кинематографе. Шульц мог оказаться в режиссёрском кресле другого фильма снимавшегося в то же самое время — «Бриолин», но продюсер решил, что его стиль больше соответствует «Оркестру Клуба одиноких сердец…». На позицию музыкального директора картины, ответственного за запись музыки, удалось привлечь самого Джорджа Мартина.
Съёмки картины прошли с октября 1977 года по март 1978 года в Калифорнии. Майкл Шульц назвал их организационным кошмаром. С одной стороны он получил в распоряжение ансамбль из звёзд первой величины, но с другой график доступности исполнителей на съёмках был чрезвычайно сжатым. Многие из них имели возможность посетить съёмочную площадку всего на один день, поэтому производство велось в крайней спешке и оказалось скомканным. Полноценного сценария у Шульца не было, а имелся только список песен и некоторый набросок сюжета. Проблемы были и там, где их никто не ждал. Весь производственный период шли непрерывные дожди. «Погода нас просто убивала» — жаловался режиссёр.
Поскольку повествование картины полностью состояло из музыкальных номеров, сюжет пришлось кроить из отдельных песен, а это далеко не всегда получалось сделать гладко. Хотя Sgt. Pepper и являлся  концептуальным альбомом, связать его песни в единый сюжет не получалось. Другой сложностью было отсутствие диалогов, реплики были только у читавшего закадровый текст мистера Кайта. В кинопроизводстве США обычно принято записывать диалоги прямо во время съёмок. Здесь же звук приходилось накладывать после съёмок, на этапе монтажа. Актёры могли играть молча, что было достаточно непривычно.
| Оценки критиков | Оценки критиков |
| Источник        | Оценка          |
| --------------- | --------------- |
| Billboard       | без оценки      |
| Cashbox         | без оценки      |

При бюджетом 12 миллионов долларов картина стала самым дорогостоящим проектом под руководством чернокожего режиссёра на тот момент. Дополнительно 6 миллионов было потрачено на рекламу. Все говорило о будущем успехе картины. Число предварительных заказов на LP диск с саундтреком картины превысило 3 миллиона экземпляров. Композиции из будущего фильма имели прекрасную ротацию на радиостанциях страны. Питер Фрэмптон и Bee Gees были тогда на вершине успеха. Фрэмптон недавно записал альбом Frampton Comes Alive!, имевший большой успех. Громкая рекламная кампания включала запуск воздушных шаров с символикой фильма.
Первоначально планировалось, что картины выйдет на экраны в Рождество (то есть декабрь) 1978 года, однако студия перенесла релиз на лето. Это решение повлекло за собой спешку при фазе постпроизводства и монтажа картины. Саундтрек был выпущен всего за несколько дней до выхода на экраны фильма, хотя считается, что его лучше всего выпускать за 6-8 недель до этого момента.
«Оркестр клуба одиноких сердец сержанта Пеппера» вышел на экраны США 21 июля 1978 года. Картина провалилась в прокате, собрав в США и Канаде всего около $11 млн. Одной из основных причин создатели назвали неудачный выбор времени релиза и организационные неурядицы, связанные с выпуском альбома с саундтреком.

## Критика
Критика разгромила фильм, не особенно выбирая выражения. Специалисты нашли провальной практически каждую составляющую часть картины. Обозреватель NY Times Джанет Маслин иронически спросила в рецензии: «А это вообще был фильм?». Журнал Variety охарактеризовал картину как смесь жвачки и сахарной ваты, показной сказочности и нарциссизма. Обозреватель Allmusic назвал случившееся «катастрофой», позором для светлого имени Beatles и постыдным фактом в биографии всех, кто был замешан в производстве данной картины.
Странной прежде всего была идея заставить изображать битлов музыкантов другой известной группы Bee Gees. Если в картине и были какие-то идеи, то все были позаимствованы из фильмов Beatles. Основная часть сюжета недалеко ушла от Yellow Submarine и сражения битлов с Синими Злюками. «Решив, что звездной команды вполне достаточно, продюсер картины даже не напрягался», — заметил критик Rolling Stone Чарльз Янг. Даже декорации казались подобранными где-то на задворках Голливуда. Актёрскую игру назвали жалкой, а сюжет рассыпающимся на отдельные песни. «Апофеозом идиотии» критик NY Times назвала подбор песен для соответствующих сцен в фильме. Так, например, создатели картины не нашли ничего лучшего, чем сопроводить сцену смерти главного героя и прощания с ним Земляники, песней Strawberry Fields Forever («Living is easy with eyes closed/Misunderstanding all you see»). Мало того, что песня выглядит как насмешка над трагической сценой, актриса даже не пытается играть. Точно так же абсурдно и неуместно звучит композиция Golden Slumbers во время похорон Земляники. Пока герой Фрэмптона шёл по длинной и ветреной дороге, то пел он, понятно, The Long and Winding Road.
Джордж Мартин нашёл неудачной саму идею ставить фильм по данному альбому, который неэкранизируем. По нему никто не смог бы снять картину — отметил он. Аналогичную мысль высказал Пол Маккартни, считавший, что музыкальные идеи альбома очень сложно визуализировать. Хотя в работе над саундтреком картины были заняты одни звезды, Allmusic назвал запись абсолютно отвратительной. Только Earth, Wind & Fire, Aerosmith и Билли Престон более или менее справились со своей задачей. Впрочем, несмотря на жёсткую критику, LP с саундтреком картины оказался весьма успешен и стал мультиплатиновым альбомом в США. Как ни парадоксально, выход фильма на экраны благотворно сказался на продажах нескольких антологий песен Beatles, изданных в конце 1970-х.